# Hype! (banda sonora)
Hype! The Motion Picture Soundtrack es el álbum de la película documental Hype!, la cual dio a conocer la escena musical de Seattle. El álbum fue lanzado en 1996 en conjunto con la película. Este soundtrack incluye canciones que van desde las más memorables hasta las menos mencionadas a nivel global y en la película.

## Listado de canciones
1. "K Street (Live)" - The Fastbacks
2. "Return of the Rat" - The Wipers
3. "Dig It A Hole" - The U-Men
4. "Swallow My Pride (1987 Demo)" - Green River
5. "Nothing To Say" - Soundgarden
6. "Touch Me I'm Sick (Live)" - Mudhoney
7. "Negative Creep"- Nirvana
8. "Mousetrap (Live)" - Some Velvet Sidewalk
9. "54/40 (Live)" - Dead Moon
10. "My Hometown" - Girl Trouble
11. "Giant Killer" - Tad
12. "Hotcakes (7" version)" - Gas Huffer
13. "Low Beat" - The Young Fresh Fellows
14. "I Say Fuck (Live)" - The Supersuckers
15. "Knot (Live)" - 7 Year Bitch
16. "Second Skin (Live)" - The Gits
17. "Julie Francavilla (Demo)" - Flop
18. "Throwaway (Live)" - The Posies
19. "Not For You (Live On Radio)" - Pearl Jam
20. "The River Rise" - Mark Lanegan
21. "Fire's Coming Down" - Pigeonhed
22. "Just Say" - The Fastbacks
23. "Smells Like Teen Spirit (Instrumental)" - Sara DeBell

- Datos: Q5957304